# Мишкоатль
Мишкоатль (исп. Mixcoatl) — «Облачный Змей», или Истак Мишкоатль «Белый облачный змей». В мифологии народов Месоамерики — божество Млечного Пути, звёзд, особенно Полярной звезды, персонификацией которой он являлся, и туч. Первоначально был божеством-хранителем племён отоми, чичимеков и некоторых групп, ведущих своё происхождение от последних. У чичимеков Мишкоатль являлся божеством охоты и почитался в виде оленя либо кролика. Позднее у ацтеков его связывают с культами Уитцилопочтли и Кетцалькоатля и рассматривают как прародителя племён науа, выведшего их из пещер Чикомосток, хотя значение Мишкоатля было заметно меньшим по сравнению с Уитцилопочтли. Также отождествлялся с богом Камаштли, которого почитали в Тласкале и Уэхоцинго. Посвящённой ему стороной света был восток, где властвовал Тлалок. Как бог-охотник, Мишкоатль отождествлялся с бурей и грозовой тучей, где молнии являлись его стрелами.
Иногда в мифах Мишкоатль выступает богом огня — ипостасью Тескатлипоки (Красный Тескатлипока), который разжигает первый огонь, использовав для этого небесный свод, который раскручивает вокруг небесной оси, горы Кольуакан, либо высекает огонь при помощи кремня. Являлся сыном бога-творца Тонакатекутли и богини Сиуакоатль. Рассказывают также, что его вместе с тремя братьями и сестрой породили бог Солнца и богиня Земли, чтобы усмирить 400 своих сыновей Сенцон Мимишкоа («400 северных звёзд»). Иногда его полагали отцом Кетцалькоатля или отцом старшего потомства богини Коатликуэ — 400 сыновей Сенцонуицнауа и дочери Койольшауки, то есть звёзд и Луны, которых он зачинает в форме каменного ножа, упавшего с неба на землю (богиню Коатликуэ). Ему же приписывали оплодотворение Коатликуэ в форме шара из перьев колибри, которое привело к рождению Уицилопочтли. По одной из легенд, он убил богиню Ицпапалотль, которая пленила и пожрала 400 братьев Мимишкоа. Спасшийся Мишкоатль призвал духов убитых братьев и вместе с ними победил Ицпапалотль и сжёг её тело.
Мишкоатль изображался мужчиной с чёрной «маской» на глазах (символизировавшей пепел сожжённой Ицпапалотль) и с характерной красно-белой боевой раскраской тела. Аналогично изображали и бога утренней звезды Тлауискалпантекутли (Tlahuizcalpantecuhtli). Однако Мишкоатль отличался от последнего тем, что держал в руках охотничье оружие — лук со стрелами, копьеметалку (атлатль), силки и корзину для убитой дичи, иногда ритуальный нож.
Мишкоатлю был посвящён Quecholli, 14-й месяц ацтекского календаря (30 октября — 18 ноября), когда охотники во время двухдневного празднества жертвовали Мишкоатлю свою кровь. В это же время Мишкоатлю приносили в жертву мужчину и женщину, причём женщину убивали, четыре раза ударив её головой о камень и отрезав голову; затем мужчина показывал её голову собравшимся, и ему вырывали сердце.

## Реальный Мишкоатль
Существует версия, что в основу образа бога Мишкоатля лёг реальный вождь теочичимеков (или тольтека-чичимеков) времён владычества тольтеков, Се Текпатль Мишкоатль. Покинув Чикомосток, который в то время находился под властью тольтеков, племя Мишкоатля направилось в Чолулу, по пути основав или завоевав Кулуакан. Позднее Мишкоатль женился на местной женщине по имени Чимальман, став отцом Се Акатля Топильцина Кетцалькоатля. В форме предания эта история изложена в тексте тольтекского происхождения, известного как «Легенда Солнц». Подробнее о этой версии можно прочесть в книге Деметрио Соди Великие культуры Месоамерики, часть четвёртая, «Тула и тольтеки».